# Mesotardigrada
La clase de los mesotardígrados (Mesotardigrada) contiene solo una especie, Thermozodium esakii. Este animal tiene seis zarpas de la misma longitud a cada pie. Esta especie fue recogida en el año 1937 por Rahm en unas aguas termales cerca de Nagasaki, en Japón. Desafortunadamente, el locus typicus fue destruido por un terremoto. El espécimen tipo también se ha perdido.